# Симтек
Simtek (Simulation Technology) — команда Формулы-1 из Великобритании. Провела два неполных сезона в Формуле-1 в 1994 и 1995 годах, стартовав в общей сложности в 20 гонках.

## История
Команду Simtek Grand Prix основал инженер-аэродинамик Ник Вирт. Он окончил Лондонский университетский колледж, получив диплом инженера-механика. В студенческие годы Ник Вирт начал сотрудничать с компанией March Engineering и после защиты дипломного проекта получил место инженера по аэродинамике в команде «Формулы-1» March. В этом качестве, вместе с Эдрианом Ньюи, он работал над созданием March 881. В 1989 году Вирт предложил свои услуги своему бывшему партнёру по March — Максу Мосли, который был не прочь инвестировать свой капитал в высокотехнологичный проект в области Ф-1. Так на свет появилась Simtek Research Ltd. Компания предлагала исследования, проектирование и развитие различных задач. Поначалу, все заказы Вирт и его приятель Дарен Дэвис выполняли «на коленке», но дела так быстро пошли в гору, что вскоре они обзавелись собственной аэродинамической трубой и лабораторией. В 1990 году благодаря связям Мосли компания получила заказ от BMW на постройку шасси для Ф-1 и доводку BMW 3-й серии для участия в гонках DTM. В 1992 году компанию Мосли покинул для того, чтобы стать президентом ФИА, продав свою долю Вирту. Ник продолжал работать над развитием компании и в этом же году на трассы Ф-1 выехал первый автомобиль его конструкции. По сути это была та же машина, что проектировалась для BMW, но осталась невостребованной, когда баварцы решили заморозить проект. Подвергнутое модернизации шасси получило индекс S921, получило мотор Judd и было приобретено командой Andrea Moda. Пилоты команды лишь раз смогли пробиться на старт Гран-при. Вирт принялся конструировать на основе S921 машину для команды Bravo F1, которая на старт так и не вышла. Тогда он решил обзавестись собственной командой и в конце 1993 года объявил о создании команды Simtek Grand Prix. Изрядная часть персонала была набрана из окончательно развалившейся March. В марте 1994 года две машины Simtek S941, оснащённые моторами Cosworth HB вышли на старт первого этапа чемпионата мира.
Частью акций команды обладал Джек Брэбем, он же помог команде найти спонсоров, место пилота № 1 занял его сын Дэвид, до этого выступавший в команде отца. Вторым пилотом был объявлен новичок-австриец, место которому на пять гонок купила компания MTV — Роланд Ратценбергер. Первая гонка в Бразилии закончилась противоречиво: Брэбем хоть и стартовал последним, 26-м, но финишировал 12-м и тоже последним. Ратценбергер квалификацию не прошёл и на старт не попал. На ГП Тихого океана наоборот, Ратценбергер финишировал последним, 11-м, а Брэбем сошёл из-за отказа мотора. В ходе квалификации перед третьей гонкой сезона в Имоле Ратценбергер разбился. На его машине ослабло крепление носового обтекателя, и, когда на скорости в 300 км/ч австриец выскочил из «Тамбурелло», переднее антикрыло сорвало напором воздуха, машина потеряла управление и ударилась в бетонную стену в повороте «Вильнёв», пролетев затем по инерции до «Тозы». На том же Гран-при, но уже в гонке, погиб и Айртон Сенна. В Монако, где у Simtek была выставлена одна машина, гонка вновь закончилась аварией. Три дня спустя после постройки нового автомобиля в квалификации перед гонкой в Испании на скорости 200 км/ч на первом же быстром круге его разбил заменивший Роланда Андреа Монтермини. В последующих гонках его заменил Жан-Марк Гунон, чемпион французской Ф-3 и гонщик международной серии Ф-3000, в 1993-м году пару гонок проехавший за Minardi. Гунона в свою очередь заменил Доменико Скиаттарелла. Ещё в одной гонке, на Гран-при Японии, за Simtek выступил местный гонщик Таки Инуе. Однако, проблема заключалась не столько в пилотах, сколько в машине. 941-я оказалась крайне неудачной. Пилоты боролись, в лучшем случае, за предпоследний ряд стартового поля. В гонках выступления были не лучше: они заканчивались либо поломкой, либо аварией, и, в лучшем случае, последними местами в итоговой классификации. Основная причина этих неудач была в отсутствии денег. В конце года из команды в чемпионат BTCC ушёл Брэбем, а Дарен Дэвис ушёл в Jordan.
По ходу сезона 1994 команда построила новое шасси — S951. В пару ко второму пилоту команды, которое в то время занимал Скиаттарелла, пригласили Йоса Ферстаппена, который обратил на себя внимание тем, что был партнёром Михаэля Шумахера по Benetton, который принёс в придачу к спонсорским деньгам ещё и коробки передач от Benetton. Гран-при Бразилии-95 прошёл так же, как и предыдущие гонки команды, на Гран-при Аргентины Ферстаппен квалифицировался 14, но в гонке сошёл из-за отказа коробки передач, а Скиаттарелла финишировал 9-м, стартуя с 20 места, отстав от победителя на 4 круга. В Испании Ферстаппен отстал на два круга. Чтобы выручить хоть какие-то деньги, Скиаттарелле сказали, что Гран-при Монако станет последней его гонкой, дальше его место займёт Хидеки Нода, которому это место и продали. Ходили слухи, что выступлениями Ферстаппена заинтересовался некий крупный спонсор, и он хочет купить Simtek. Помимо этого, если бы покупка состоялась, то MTV, Korean Air и Russel Athletic (спонсоры команды) увеличили бы финансирование. О сделке обещали объявить в Монако. Однако не проехав и одного круга, Ферстаппен в очередной раз сошёл из-за отказа КПП, а Скиаттарелла угодил в аварию и на повторный старт не вышел. Переговоры со спонсорами, продолжавшиеся до позднего вечера, ни к чему не привели, и покупка не состоялась. На следующий этап в Монреаль команда не отправилась, но Вирт обещал, что команда выйдет на старт ГП Франции. Но его попытки успехом не увенчались, спонсоры готовы были увеличить финансирование только вдобавок к собственному бюджету команды, а такового не существовало. 19 июня 1995 года Simtek объявила о самоликвидации.